# لوئیس میگوئل سینترا
لوئیس میگوئل سینترا (انگلیسی: Luís Miguel Cintra؛ زادهٔ ۲۹ آوریل ۱۹۴۹) یک هنرپیشه اهل پرتغال است. وی از سال ۱۹۷۰ میلادی تاکنون مشغول فعالیت بوده‌است.
از فیلم‌ها یا برنامه‌های تلویزیونی که وی در آن نقش داشته است می‌توان به اصل عدم قطعیت، کمدی الهی، آدم‌خواری، صومعه، رقصنده طبقه بالا و سیلوستره اشاره کرد.